# Pieterburen
Pieterburen (en groningois : Paiderboeren) est un village de la commune néerlandaise de Het Hogeland, situé dans la province de Groningue. 

## Géographie
Le village est situé dans le nord-ouest de la commune, à 10 km de Winsum.

## Histoire
Pieterburen faisait partie de la commune de De Marne avant le 1er janvier 2019, quand celle-ci fut supprimée et fusionna avec Bedum, Eemsmond et Winsum pour former la nouvelle commune de Het Hogeland.

## Principales attractions
- Centre de phoques de Pieterburen